# Vyskytná nad Jihlavou

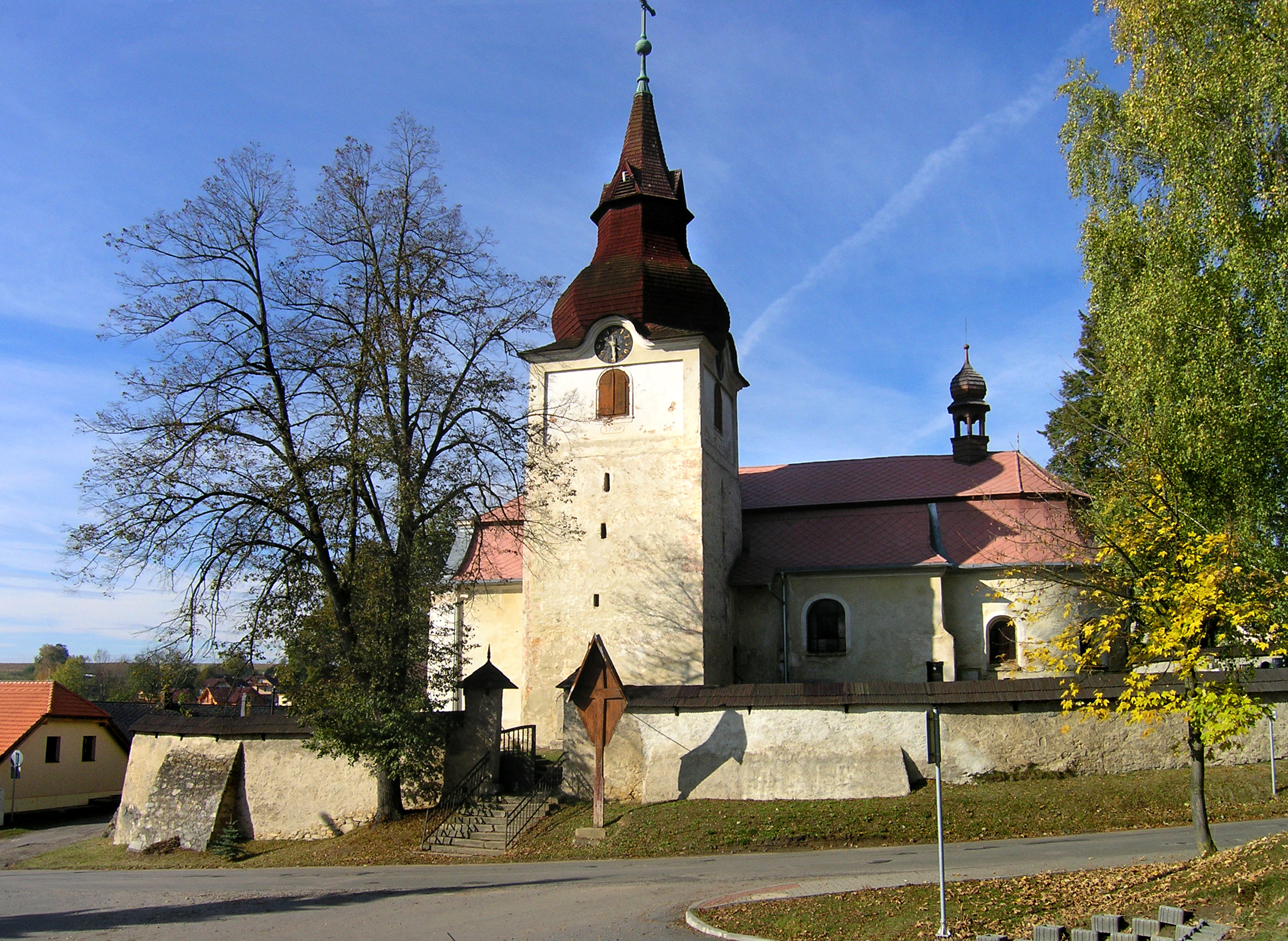
Kirche St. Laurentius

Vyskytná nad Jihlavou, bis 1949 Německá Vyskytná (deutsch: Deutsch Gießhübel) ist eine Gemeinde in Tschechien. Sie liegt sieben Kilometer nordwestlich des Stadtzentrums von Jihlava und gehört zum Okres Jihlava.

## Geographie
Vyskytná nad Jihlavou befindet sich linksseitig über dem Tal des Baches Jiřínský potok (Jesebach) an einem Höhenrücken der Böhmisch-Mährischen Höhe. Südlich liegt das Tal der Jihlava, das die historische Landesgrenze Böhmens zu Mähren bildete. Östlich des Dorfes verläuft die Straße von Jihlava nach Větrný Jeníkov. Im Südwesten erhebt sich der U svatého Antonína (Antoniberg, 629 m), dahinter liegt die Talsperre Hubenov.
Nachbarorte sind Bílý Kámen im Norden, Šipnov im Nordosten, Plandry und Staré Hory im Osten, Horní Kosov im Südosten, Rantířov, Rounek und Nový Rounek im Süden, Hubenov im Südwesten, Ježená im Westen sowie Jiřín und Hlávkov im Nordwesten.

## Geschichte
Das Gebiet links der Igel gehörte seit dem Mittelalter zu den Besitzungen des Klosters Seelau. Der Ort entstand wahrscheinlich zu Beginn des 13. Jahrhunderts. Die erste schriftliche Erwähnung von Wiskythna erfolgte im Jahre 1226 zusammen mit anderen Orten in einer Besitzbestätigungsurkunde Honorius III. für das Kloster. 1303 ist erstmals ein Richter in Gishowel nachweisbar, in der Wiederbesiedlungsurkunde des Abtes Thilman für Simmersdorf unterzeichnete Chunradus de Gishowels als Zeuge. Zur Unterscheidung von dem gleichnamigen Städtchen im bischöflichen Řečicer Gau wurde das Dorf Gießhiebl auch als Wiskythna thewtunicalis, Wyskydna niemeczka und Niemeczky Wyskytna bezeichnet. Die zum Dekanat Řečice gehörige Pfarrkirche St. Laurentius ist seit 1384 nachweisbar. Im Ort bestand ein klösterlicher Meierhof, zu dem vier Hufen Land gehörten. Die während der Hussitenkriege verwaisten Seelauer Klostergüter übergab König Sigismund 1436 mit Einverständnis des nach Iglau geflüchteten Abtes dem Schutz und der Verwaltung Nikolaus Trčka von Lípas, der dem Kloster im Gegenzuge Gelder für den Wiederaufbau lieh. 1458 schrieb Georg von Podiebrad den Trčka von Lípa den Klosterbesitz in der Landtafel zu, nachdem das Kloster nicht in der Lage war, seine Schuld zu begleichen. Bis 1528 ist die Existenz eines katholischen Pfarrers in Gießhiebl belegt, danach wurde die Pfarre protestantisch. 1596 verkauften die Trčka die Güter an die mährische Stadt Iglau, die den neu erworbenen Besitz zum Neuen Gut in Böhmen zusammenfasste. Die Iglauer Pestepidemie von 1605/06 griff auch auf das Dorf über, unter den Opfern war auch der Gießhübler Pfarrer. Im Jahre 1623 setzte der kaiserliche Richter in Iglau im Zuge der Rekatholisierung sämtliche evangelischen Prediger in seinem Bezirk ab. Während des Dreißigjährigen Krieges verödete Gießhiebl teilweise, von den 29 Anwesen lagen 1630 sechs wüst. Im selben Jahre war Gießhiebl einer Reiterkompanie unter dem Rittmeister Jean-Louis Raduit de Souches einquartiert. Im 17. Jahrhundert wurde die deutsche Bezeichnung Deutsch Gießhiebl gebräuchlich. 1675 vernichtete ein Großfeuer Teile des Dorfes, es vernichtete u. a. die Kirche, die Schule, das Pfarrhaus und das Gericht. Der Ort verblieb bis 1848 im Besitz der Stadt Iglau. Das Dorf gehörte zur Iglauer Sprachinsel und war überwiegend von Deutschen bewohnt.
Nach der Aufhebung der Patrimonialherrschaften bildete Deutsch Gießhübel / Německá Vyskytná ab 1850 mit den Ortsteilen Preitenhof, Lukau, Alt Raunek und Neu Raunek eine Gemeinde im Bezirk Polna und ab 1878 im Bezirk Deutschbrod. 1921 wurde Lukau / Hlávkov selbstständig. Während der deutschen Besetzung errichtete die Luftwaffe auf der Anhöhe nördlich des Dorfes einen Feldflugplatz. Nach dem Zweiten Weltkrieg wurde die deutsche Bevölkerung vertrieben. 1949 löste sich Plandry los. Im selben Jahre wurde die Gemeinde dem Okres Jihlava-okolí zugeordnet. 1950 erhielt sie den Namen Vyskytná nad Jihlavou, seit 1961 gehört sie zum Okres Jihlava. 1992 erfolgte die Eingemeindung von Hlávkov und Jiřín.

## Ortsgliederung
Die Gemeinde Vyskytná nad Jihlavou besteht aus den Ortsteilen Hlávkov (Lukau), Jiřín (Irschings), Rounek (Alt Raunek) und Vyskytná nad Jihlavou (Deutsch Gießhübel) sowie der Ansiedlung Nový Rounek (Neu Raunek).

## Sehenswürdigkeiten
- Kirche des hl. Laurentius, wiedererrichtet nach dem Brand von 1675, der Turm stammt aus dem Jahre 1709
- U svatého Antonína (Antoniberg) mit Wallfahrtskapelle des hl. Antonius von Padua, alten Bergwerksanlagen aus der zweiten Hälfte des 13. Jahrhunderts und im Jahre 1823 errichteten Schanzanlagen, südwestlich des Ortes
- sieben Kilometer langer Kunstgraben für die Altenberger Silbergruben, errichtet 1315, bei der ehemaligen Siegl-Mühle
- steinernes Marterl, aus dem Jahre 1667
- Zaječí skok (Hasensprung), Felsformation und Naturreservat in einer Flussschleife rechtsseitig Jihlava, östlich des Dorfes. Das 1933 errichtete Naturreservat ist das älteste in der Böhmisch-Mährischen Höhe und hat eine Fläche von 1,5 ha.
- Burgstall Hornický hrádek, östlich des Dorfes bei Brandlův Mlýn

## Persönlichkeiten
- Johann Mach (* 1934 in Deutsch Gießhübel; † 1999 in Rostock), Orthopäde und Hochschullehrer